# Portrait of the Artist as a Young Ram
Portrait of the Artist as a Young Ram es el segundo álbum de la banda de hard rock, Ram Jam. El título del álbum está inspirado en la novela semiautobiográfica de James Joyce, A Portrait of the Artist as a Young Man (Retrato del artista adolescente).

## Listado de canciones
1. "Gone Wild" (Love, Strange) - 3:26
2. "Pretty Poison" (Love, Strange) - 4:33
3. "The Kid Next Door" (Love, Strange) - 3:26
4. "Turnpike" (Goldman, Santoro) - 5:44
5. "Wanna Find Love" (Goldman, Santoro) - 3:45
6. "Just Like Me" (Goldman, Santoro) - 4:15
7. "Hurricane Ride" (Goldman, Santoro) - 4:05
8. "Saturday Night" (Goldman, Santoro) - 3:33
9. "Runway Runaway" (Goldman, Love, Santoro, Strange) - 4:50
10. "Please, Please, Please (Please Me)" (Goldman) - 2:59

## Créditos
- Bill Bartlett (guitarra, voz)
- Howard Arthur Blauvelt (bajo, voz)
- Peter Charles (batería)
- Myke Scavone (percusión)
- Jon Astley (masterización)
- Jim Houghton (fotografía)
- Curtis Evans (diseño)
- Elena Pavlov (diseño, concepto)

- Datos: Q370197